# Erwinville
Erwinville es un lugar designado por el censo ubicado en la parroquia de West Baton Rouge en el estado estadounidense de Luisiana. En el Censo de 2010 tenía una población de 2192 habitantes y una densidad poblacional de 106,18 personas por km².

## Geografía
Erwinville se encuentra ubicado en las coordenadas 30°32′34″N 91°23′29″O / 30.54278, -91.39139. Según la Oficina del Censo de los Estados Unidos, Erwinville tiene una superficie total de 20.64 km², de la cual 20.64 km² corresponden a tierra firme y (0%) 0 km² es agua.

## Demografía
Según el censo de 2010, había 2192 personas residiendo en Erwinville. La densidad de población era de 106,18 hab./km². De los 2192 habitantes, Erwinville estaba compuesto por el 70.89% blancos, el 27.55% eran afroamericanos, el 0.09% eran amerindios, el 0.05% eran asiáticos, el 0.05% eran isleños del Pacífico, el 0.32% eran de otras razas y el 1.05% pertenecían a dos o más razas. Del total de la población el 1.09% eran hispanos o latinos de cualquier raza.